# 화양홍
화양 홍(觟陽鴻, ? ~ ?)은 후한 초기의 관료로, 자는 맹손(孟孫)이며 중산국 사람이다.

## 생애
《맹씨역》(孟氏易)을 가르쳤으며, 명성을 떨쳐 영평 연간에 소부에 임명되었다.
영평 11년(68년), 화양홍의 후임으로 모융이 대사농에 임명되었다.

## 출전
- 범엽, 《후한서》
  - 권26 복후송채풍조모위열전
  - 권79상 유림열전